# 967 (číslo)
Devět set šedesát sedm je přirozené číslo. Římskými číslicemi se zapisuje CMLXVII a řeckými číslicemi ϡξζ´. Následuje po čísle devět set šedesát šest a předchází číslu devět set šedesát osm.

## Matematika
967 je:
- Deficientní číslo
- Prvočíslo
- Nešťastné číslo

## Astronomie
- (967) Helionape je planetka hlavního pásu, kterou objevil v roce 1921 Walter Baade
- NGC 967 je eliptická galaxie v souhvězdí Velryby

## Ostatní
- +967 je mezinárodní telefonní předvolba Jemenu

## Roky
- 967
- 967 př. n. l.